# Oecobius interpellator
Oecobius interpellator är en spindelart som beskrevs av Shear 1970. Oecobius interpellator ingår i släktet Oecobius och familjen Oecobiidae. Inga underarter finns listade i Catalogue of Life.